# 希臘和丹麥的喬治王子
乔治王子（Γεώργιος της Ελλάδας；1869年6月24日—1957年11月25日），是希腊人国王乔治一世的次子，石勒苏益格-荷尔斯泰因-索恩德堡-格吕克斯堡王朝的成员。1898年—1906年，任克里特国高级专员。1891年，他陪同俄罗斯沙皇尼古拉二世访问日本，期间遭遇大津事件，有日本人行刺沙皇尼古拉二世，乔治曾出力保护了尼古拉二世。

## 子女
1907年他娶玛丽·波拿巴为妻，有一子一女：
- 彼得王子（1908年－1980年），人类学者。与俄国人Irina Aleksandrovna Ovtchinnikova结婚，无嗣。

- 尤金妮公主（1910年－1988年），与Dominik Rainer Radziwiłł结婚，有一子一女，后与Raimundo, Prince della Torre e Tasso, 2nd Duke of Castel Duino结婚，有一子。  
  - 外孫女：Tatiana Radziwiłł公主 （1939年－）
  - 外孫：George Radziwiłł王子 （1942年－2001年）
  - 外孫：卡羅·亞歷山德羅，卡斯特·杜伊諾公爵 （1952年－）